# Eduard Van Den Bril
Eduard Van Den Bril – belgijski zapaśnik walczący w stylu klasycznym. Olimpijczyk z Antwerpii 1920, gdzie zajął dziewiąte miejsce w wadze ciężkiej.

## Turniej wAntwerpii 1920
| Konkurencja             | Walki                 | Klas. końcowa |
| Konkurencja             | Przeciwnik I          | Miejsce       |
| ----------------------- | --------------------- | ------------- |
| +82,5 kg styl klasyczny | Ernst Nilsson (SWE) P | 9.            |